# Tomás Gubitsch
Tomás Gubitsch (Buenos Aires, Argentina, 1957) es un guitarrista y compositor argentino. Integró la destacada banda de rock Invisible, liderada por Luis Alberto Spinetta y el Octeto de Astor Piazzolla. En 1977 debió exiliarse en Europa debido a la dictadura argentina. En 2012 fue ubicado en la posición n.º 65 entre los 100 mejores guitarristas del rock argentino en la encuesta realizada por la revista Rolling Stone.

## Primeros años
Tomás Gubitsch nació en 1957 en Buenos Aires, en una familia de intelectuales centro-europeos exiliados en Argentina poco antes de la Segunda Guerra Mundial. 
Si bien creció en el ámbito de la música ‘clásica’ (Bach, Mozart, Beethoven, Mahler, Bartók, Stravinsky, Schönberg o Ligeti), muy joven escucha también a los Beatles, Jimi Hendrix o Frank Zappa.
A los 10 años, su descubrimiento simultáneo de Sgt. Pepper's Lonely Hearts Club Band de los Beatles, y de La consagración de la primavera de Igor Stravinsky lo impulsa a tomar la decisión de ser músico.

## De Buenos Aires a París
En 1973, con 16 años, tocó en su primera grabación profesional ("Cuasares", de Waldo Belloso) y firmó inmediatamente su primer contrato con la discográfica País. Durante el mismo año, Gubitsch conoció al bandoneonista Rodolfo Mederos, quien lo invitó a integrar su grupo de tango contemporáneo Generación Cero.
El 1976, a los 18 años, Tomás Gubitsch fue inmediatamente reconocido como un guitarrista virtuoso a partir de su entrada en el grupo de rock argentino Invisible, con Luis Alberto Spinetta, Machi Rufino y Pomo Lorenzo. Gubitsch participó en el tercer disco de grupo, El jardín de los presentes, así como también en un concierto en el Estadio Luna Park para más de 12.500 espectadores.
A los 19 años, Astor Piazzolla lo convocó para su gira europea de 1977, llenando el Olympia de París  durante tres semanas.
 
El periodista y ensayista Diego Fisherman escribió 30 años más tarde que la meteórica carrera de Gubitsch en su país natal definió un nuevo estándar en la historia de la guitarra en Argentina.[cita requerida] Aparece como uno de los primeros constructores de puentes entre el universo del rock y el del tango.
Esta primera etapa dejó como testimonio tres discos generados por sus tres primeros encuentros musicales:
- El jardín de los presentes (Invisible, 1976)
- De todas maneras (Rodolfo Mederos y Generación Cero, 1976)
- Olympia '77 (Astor Piazzolla y el Octeto Electrónico, 1977)

Terminada la gira con Piazzolla en marzo del 1977, la presencia del régimen totalitario en Argentina condujo a Gubitsch a instalarse en París. Es el comienzo de varios encuentros y colaboraciones, implicándolo tanto como compositor e intérprete en grabaciones de obras de jazz, de tango, de world music, de música contemporánea, etc. Algunos ejemplos:
- Gustavo Beytelmann, Juan José Mosalini, Osvaldo Caló y Jean-Paul Celea (tango)
- Stéphane Grapelli, Michel Portal, Steve Lacy, Glenn Ferris, Jean-François Jenny-Clark (jazz)
- Luc Ferrari, Jean Schwarz y Michel Musseau (música contemporánea)
- Pierre Akéndéngué, Mino Cinélu, Nana Vasconcelos y David Dorantes (world music)

## Carrera solista
A partir de los años 80, Gubitsch comienza los conciertos en Francia con el pianista argentino Osvaldo Caló y la composición de tres álbumes que forjarán su visión personal del tango actual: 

• Resistiendo a la tormenta, (con Osvaldo Caló, 1980)

• Sonata doméstica (con O. Caló y Jean-Paul Celea, 1986)

• Contra vientos y mareas, (con O. Caló y Jean-Paul Celea, 1989)

Paralelamente, sus intereses artísticos se extienden a expresiones trans-disciplinarias y empieza a componer para el teatro, la danza y el cine. Abocado a diversos encargos de escritura musical, Tomás Gubitsch decide poner su carrera de guitarrista entre paréntesis para dedicarse por completo a la composición y la dirección de orquesta. 
Co-compone y codirige varios discos de música actual (Maurane, Jean Guidoni, Sapho...). Con Hughes de Courson, Tomás co-compone y codirige varios álbumes, entre los cuales Songs of Innocence (Virgin, 1999) elogiado por la prensa francesa, (Libération).

En 2004, retoma la guitarra y su carrera solista con un franco retorno al tango actual, compartiendo escenarios y grabaciones con los notables músicos Osvaldo Caló (piano), Juanjo Mosalini (bandoneón), Sébastien Couranjou (violín) et Éric Chalan (contrabajo). En 2005, vuelve por primera vez a Argentina y se encuentra, 28 años más tarde con un inesperado éxito tras cada uno de sus conciertos, tanto público como mediático. La prensa lo tilda de "dedos mágicos". Llevará a cabo dos giras más en su país, en 2006 y en 2009.

El álbum DVD "5" (Chant du Monde/Harmonia Mundi, 2007) encuentra pasadizos entre el rock, el tango y la música contemporánea en un ejercicio de desestructuración del tango tradicional. La prensa francesa resalta la sutileza y la intensidad de su manera de tocar, al igual que le creatividad de sus composiciones.  En Argentina, «entra» en la enciclopedia LA HISTORIA DEL TANGO - Siglo XX (Ediciones Corregidor).

En 2011, conjuntamente a la creación de su propia estructura de producción, TG&Co, radicaliza su estilo irreverente en las composiciones de su nuevo álbum, "Ítaca", al igual que en su espectáculo para septeto, Le Tango d’Ulysse, presentado el 5 de enero de 2012 au Théâtre de la Ville (París) - (puesta en escena: Laurent Gachet). Télérama le otorga ffff a su nuevo álbum « Encarnado, virtuoso, insolente, iconoclasta y futurista: el tango de Tomás Gubitsch, entre jazz, rock y música clásica, es todo esto a la vez.» Su «compañía» actual de músicos está compuesta por Juanjo Mosalini (bandoneón), Eric Chalan (contrabajo), Gerardo Jerez le Cam (piano), David Gubitsch (electro-libre), Iacob Maciuca (violín), Marc Desmons (viola) et Lionel Allemand (violonchelo).
A partir de 2014 forma parte del trío "Surel, Segal & Gubitsch". 
Tomás Gubitsch se encarga de diversas "actiones socio-culturales", como la reciente en Romainville durante el año o en Massy en 2010.

## Compositor y director de orquesta

### Dirección de orquesta y creaciones
Sus actividades de orquestador y de compositor lo llevan a encuentros con solistas de la Opéra de París, la Orchestre de Bretagne, la Orchestre de Rouen, la Orquesta Nacional de Sofía, New Japan Philarmonic Orchestra, la Orchestre Philharmonique de Liège, Chamber Orchestra Música Vitae (Suecia).

Entre sus obras para diversas formaciones de cámara o orquesta, citemos: 

•	Diálogos - Commande de l'État (Concierto para Trío y Orchestre, con l'Orchestre de Bretagne, creación en el « Quartz » de Brest, luego presentada en el Casino de París en 1991)

•	Concerto pour 4 Contrebasses et Ensemble (Commande de l'État)

•	Una serie de piezas para saxofón: Igen, ...And yet, Clair-obscur, Des bords déments, Pour mémoire, Distances (concerto pour saxophone soprano et orchestre), Monodrame, triptyque en 5 mouvements. Et plus si affinités, etc. - (entre las cuales , varios encargos de Claude Georgel y del CNR de Nancy)

•	Au lieu dit, la mi-temps —una pieza cuyo principio de escritura es que la composición de la música estructura la coreografía— concebida con Didier Silhol y estrenada en La Biennale de la Danse de Val de Marne

•	Cacerolazo Concerto, para bandoneón, guitarra y quinteto de cuerdas (estreno mundial rn rl Rheinisches Musikfest)

•	Preludio para la siesta de un fauno (revisited) — creación 2009 en Villa Ocampo, Buenos Aires

•	Ecos de la ciudad herida (double concerto pour guitare électrique, bandonéon et orchestre) — estreno 2010 en Liège, Belgique

•	In a tango state of mind (concerto pour accordéon et orchestre à cordes) — estreno en 2011 en Växjö, Suède

•	Tres nada tristes tigres (pour le trio K/D/M, 2012)

•	Cinco piezas para guitarra ecléctica y orquesta (Orchestre de Pau Pays de Béarn (OPPB), 2024)

Su obra "Sans Cesse", opera-balet creado con la colaboración del coreógrafo Didier Silhol, merece una mención aparte. Se trata de una creación en la cual los roles principales se encuentran a cargo de un grupo de 50 desempleados (no artistas). Esta obra concebida conjuntamente con el coreógrafo Didier Silhol, terminó reuniendo una centena de personas sobre el escenario, contando con la participación del Ensemble - Orchestre de Basse-Normandie bajo la batuta de Dominique Debart, el Quatuor Cenoman y Sax 4, solistas provenientes del jazz y del rock, una banda de vientos de l'ENM de Le Mans…). Fue estrenada en 1996 en L'Espal (Le Mans). El álbum Sans cesse - Suite… fue publicado en 1997por el label Pan Music.

### Música y Audiovisual
Tomás Gubitsch compone varias músicas para películas de la televisión francesa —FR2, FR3 et ARTE— de diversos directores (Jean-Pierre Igoux, Sébastien Grall, Marco Pauly, Nicolas Herdt, etc.): Mélissol (serie), L'affaire Martial, Le Petit parisien (Premio « Meilleure Musique » del Festival de la Fiction Française, 2002), Retiens-moi, La boîte à images, La vie à mains nues, Louis Page - Silence, on tue, Les vagues, Tango (dos episodios), Surveillance, etc.

## Discografía selecta
Como solista
- Resistiendo a la tormenta (1980)
- Sonata Doméstica (1986)
- Contra vientos y mareas (1988) T. Gubitsch Trio
- Sans cesse - Suite (1997) l'Ensemble de Basse-Normandie et solistes
- 5 (2007)
- Ítaca (2012)
- Camara pop (2019) Surel, Segal & Gubitsch

Con Invisible
- El jardín de los presentes (1976)

Con Rodolfo Mederos y Generación Cero
- De todas maneras (1977)

Con Astor Piazolla et son Ensemble
- Olympia 77, grabado en vivo en el Teatro Olympia de París (1977)

Con Lágrima
- Lágrima (1978)

Con Tiempo Argentino
- Tango Rojo (1978)

Con Jean Schwarz, Michel Portal, Alexandre Ouzounoff, Jean-François Jenny-Clark, Mino Cinélu
- Canto & Sokoa Tanz (1991)

Con H. de Courson
- Songs of Innocence (1999)

## Filmografía
Intérprete
- Las veredas de Saturno dir. Hugo Santiago (1989)